# Intento de contragolpe de Estado en Perú de 1992
El intento de contragolpe de Estado en Perú de 1992 fue un fallido golpe de Estado programado para el 13 de noviembre por un grupo de militares del Ejército del Perú, la Fuerza Aérea y la Marina de Guerra, encabezados por el general en retiro Jaime Salinas Sedó, en respuesta al autogolpe del 5 de abril del presidente del Perú Alberto Fujimori que dio inicio al Gobierno de Emergencia y Reconstrucción Nacional y un periodo de ruptura democrática. Los oficiales sublevados tenían como objetivo la restauración democrática en el Perú.

## Antecedentes
Tras el autogolpe de Estado propiciado el domingo 5 de abril por el entonces presidente del Perú, Alberto Fujimori, con el respaldo de las Fuerzas Armadas, el gobierno resultante, llamado Gobierno de Emergencia y Reconstrucción Nacional, disolvió o intervino las instituciones democráticas, alegando el bloqueo parlamentario, la ineficacia del Poder Judicial y la amenaza terrorista de los grupos subversivos Sendero Luminoso y MRTA.
Este régimen se afianzó en el poder gracias a la exitosa operación de captura de Abimael Guzmán, líder de grupo terrorista Sendero Luminoso, y su cúpula, y a la represión política a la oposición. A esto se sumó el fin de la presión de la OEA por el atropello a la legalidad democrática gracias a la convocatoria del Congreso Constituyente Democrático.

## Hechos
Los militares conjurados, capitaneados por los generales en retiro Jaime Salinas Sedó, José Pastor Vives y Víctor Ernesto Obando Salas, planificaron una operación al amparo del derecho a la insurrección consagrado en la Constitución de 1979, que en su artículo 82 rezaba:

Nadie debe obediencia a un Gobierno usurpador ni a quienes asuman funciones o empleos públicos en violación de los procedimientos que la Constitución y las leyes establecen. Son nulos los actos de toda autoridad usurpada. El pueblo tiene el derecho de insurgir en defensa del orden constitucional.
Artículo 82. Constitución para la República del Perú de 1979

Jaime Salinas Sedó y sus aliados no pretendían tomar el poder, sino restaurar el orden democrático y entregar el mando de la nación a Máximo San Román, a la sazón presidente por sucesión constitucional pero no reconocido.
El plan era arrestar de madrugada a Alberto Fujimori, a Nicolás Hermoza Ríos, jefe del Comando Conjunto de las Fuerzas Armadas, y al asesor presidencial Vladimiro Montesinos. Pero el día 12 de noviembre la trama fue develada y se cancelaron las operaciones.
Fujimori, al enterarse del golpe buscó refugio en la embajada de Japón en Lima y ordenó la detención de los 25 conspiradores de alto rango, sin orden judicial. Algunos de los militares sublevados sufrieron tortura y detención ilegal.

## Consecuencias
En marzo de 1993 los veinticinco militares conjurados fueron condenados por un tribunal castrense a ocho años de prisión por delito de rebelión e intento de homicidio contra el presidente Alberto Fujimori. En mayo, once de ellos fueron indultados. Los que no fueron amnistiados cumplieron su sentencia primero en el penal de Castro Castro y luego fueron trasladados a la prisión de la Fortaleza del Real Felipe hasta que pudieron beneficiarse por la Ley de Amnistía de 1995.
El 15 de marzo del 2001, por la Ley 27436, fueron reincorporados al servicio activo. Posteriormente, la Comisión Interamericana de Derechos Humanos solicitó la anulación de las sentencias, pero el Fuero Militar se negó y solo declaró extinguida la sentencia por prescripción en 2010.
En 2004 el Congreso de la República aprobó el dictamen del Ministerio de Defensa, en que ascendieron a 26 oficiales de las Fuerzas Armadas participantes del contragolpe. En diciembre de 2004, algunos otros oficiales participantes del contragolpe de 1992 y del Levantamiento de Locumba fueron invitados al retiro, lo que fue reclamado por Antauro Humala en el Andahuaylazo.